# Eurysticta coomalie
Eurysticta coomalie – gatunek ważki z rodziny Isostictidae.